# Alessandro Pavolini

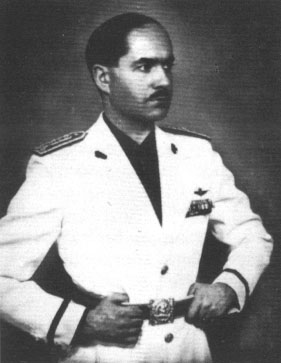
Pavolini in den 1930er Jahren

Alessandro Pavolini (* 27. September 1903 in Florenz; † 28. April 1945 in Dongo, Lombardei) war ein italienischer faschistischer Politiker, Journalist und Buchautor. Von 1939 bis 1943 war er italienischer Minister für Volkskultur, 1943 bis 1945 Generalsekretär der Republikanisch-Faschistischen Partei.

## Frühe Jahre
Pavolini war der Sohn von Paolo Emilio Pavolini, der ein Professor für Sanskrit und alte Sprachen in Florenz war. 
Er selbst studierte an der Universität von Florenz Rechtswissenschaften und später an der Universität von Rom Politikwissenschaft und erhielt seine Abschlüsse mit Bestnoten.

## Frühe politische Karriere
Er wurde im Jahre 1921 Mitglied der faschistischen Partei (PNF) Benito Mussolinis. Als Schwarzhemd nahm er an einigen Aktionen in Florenz teil, 1922 beim Marsch auf Rom führte er eine Gruppe der Schwarzhemden persönlich an.
Ab dieser Zeit war er mit für die Jugendarbeit des PNF zuständig und veröffentlichte einige Propagandaschriften. Durch seine Bekanntschaft mit dem faschistischen Führer von Florenz, Luigi Ridolfi, wurde er 1927 dessen Vertreter und betätigte sich aktiv in der Politik.
Von 1929 bis 1934 war er der Führer des PNF in Florenz. In dieser Zeit verfasste er weiterhin regelmäßig Beiträge für die Zeitung Corriere della Sera, für die er auch Jahre später noch schrieb, gleichzeitig organisierte er verschiedene bekannte kulturelle Veranstaltungen, die das faschistische System im kulturellen Sektor verankern sollten, wie den Calcio Fiorentino, eine italienische Renaissance-Sportveranstaltung, die Konzertserie Maggio Musicale Fiorentino oder auch eine Kunstveranstaltung auf der Brücke Ponte Vecchio in Florenz. Ferner veranlasste er den Bau des Fußballstadions Giovanni Berta durch den Architekten Pier Luigi Nervi.

## Regierungsmitglied
Im Jahre 1932 berief ihn Mussolini zum Präsidenten der Kulturkammer und gleichzeitig wurde er Mitglied des Faschistischen Großen Rats. Am Abessinienkrieg nahm er als Leutnant und Kriegsberichterstatter teil, mit ihm zusammen war damals Mussolinis Schwiegersohn Graf Galeazzo Ciano. Es entstand dabei eine Freundschaft zwischen den beiden.
1939 wurde er Regierungsmitglied, da ihm das Kulturministerium übergeben wurde, das er bis zum Januar 1943 innehatte.

## Republik von Salò
Nach der erfolgreichen Landung der alliierten Streitkräfte auf Sizilien und dem daraus folgenden Sturz Mussolinis gründete Pavolini mit anderen faschistischen Führern die Republik von Salò, einen Marionettenstaat der deutschen Nationalsozialisten. In diesem Staat wurde Pavolini nun zum Parteichef der einzigen zugelassenen Partei unter dem Staatspräsidenten Mussolini. Niemand sollte ihm in dieser Position nachfolgen.
Er organisierte den Schauprozess von Verona, dessen Aufgabe es war, die Mitglieder des ehemaligen faschistischen Großrates, die 1943 gegen Mussolini gestimmt hatten, abzuurteilen. Unter den Opfern befand sich auch sein ehemaliger Freund und Parteigenosse Graf Ciano.
Beim Zusammenbruch der Republik von Salò versuchten Mussolini und er, mit den kommunistischen Partisanen zu verhandeln. Als die Verhandlungen scheiterten, floh er zusammen mit Mussolini und dessen Geliebter Clara Petacci in Richtung Schweiz, wurde jedoch bei Dongo am Comer See am 27. April 1945 von Partisanen gefangen genommen und tags darauf von einem Exekutionskommando unter dem Befehl des Widerstandskämpfers Walter Audisio erschossen. Seine Leiche wurde gemeinsam mit der Mussolinis am 29. April 1945 auf dem Piazzale Loreto in Mailand kopfüber aufgehängt und für Fotos zu Schau gestellt.